# Saz
Saz (pers. ساز‎ sāz) je muzički instrument iz grupe tambura.

## Poreklo saza
O poreklu saza postoje različite informacije. Smatra se da je poreklom iz Irana a da je na prostore Balkana dospeo ili tokom 9. veka ili tokom 15. veka pošto je Balkansko poluostrvo većim delom pripalo Osmanskom carstvu.
Po nekima se saz na teritoriji Bosne i Hercegovine pojavljuje tek u 15. veku dolaskom Osmanlija.
Nacionalno svojatati sevdalinku i saz (kao što se to dešava danas u slučaju islamskog življa) ili ih nacionalno odbacivati (kako to danas čini pravoslavni i katolički živalj), spada u najveće paradokse istorije muzike.— Đakon Vladimir Savić u tekstu „O porijeklu saza i sevdalinke“

## Vrste
Saz ima najčešće šest žica, međutim, broj žica može biti i veći — osam, dvanaest, pa čak i više, ovisno o volji graditelja ili interpretatora. Saz i šargija su bili prošireni po urbanim sredinama Bosne i Hercegovine. Često se saz poistovjećuje sa šargijom, a u stvari radi se o dva različita instrumenta. Šargija ima kratku dršku, a saz dužu dršku. Međutim, to nije najvažnija niti presudna razlika između njih. Glavna razlika je u perdetima — pragovima, koji su drugačije postavljeni kod saza nego kod šargije. Zbog toga su i tonovi koji se poslije dobijaju drugačiji. Sazevi su ukrašavani sa srebrom, tako što su se vezli ornamenti srebrenom žicom i kitili sa biserima. Ukrašeni sazevi su se u našim narodnim pjesmama nazivali 'sedefli tambura', 'biserli tambura', 'tamburica bisernica', 'bisernica' i drugo.

## Sazlije
Među istaknutim sazlijama u BiH su Selim Salihović, Muhamed Mešanović — Hamić i Šukrija Trako, koji je napisao i knjigu o sazu, "Saz u Bosni" (Visoko: Institut sevdaha — Fondacija Omera Pobrića, 2003). Adi Lukovac, pionir elektronske muzike u Bosni i Hercegovini, često je provlačio motive saza u svojoj muzici. Sviranje više sazlija istovremeno naziva se sviranje (kucanje) u takumu.

## Spoljašnje veze
- Pavle Vujisić svira u saz peva pesmu Teško meni u Sarajevu u filmu Sećaš li se Doli Bel
- Internet sajt o poreklu saza
- O sazu
- Saz i sevdalinka